# آراف‌ام
آراف‌ام (انگلیسی: RFM) شرکت صنایع غذایی فیلیپینی است، که در سال ۱۹۵۷ تأسیس شد.